# Список корейських поетів
|  | Службовий список статей, створений для координації робіт з розвитку теми. Це попередження не встановлюється на інформаційні списки і глосарії. |

Список поетів, які писали свої твори корейською мовою.

## XX сторіччя

### Б
- Баек Схек (1912—1996)
- Бок Кох Іл (нар. 1946)

### Г
- Гео Су Ґьон (нар. 1964)
- Гон Юн Сук (нар. 1925)
- Гван Ін Сук (нар. 1958)
- Гван Тон Ґю (нар. 1938)
- Гван Джі Ю (нар. 1952)

### Ґ
- Ґі Гьон До (1960—1989)
- Ґо Гьон Рьол (нар. 1954)

### Д
- До Чон Гван (нар. 1954)

### Й
- Йу Анчін (нар. 1941)
- Йу Чі Гван (1908—1967)
- Йун Тон Чу (1917—1945)

### К

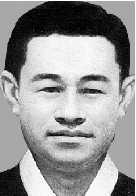
Кім Со Воль

- Канґ Ин Гьо (нар. 1945)
- Кім Чунсу (1922—2004)
- Кім Ен (нар. 1973)
- Кім Ґі Тхек (нар. 1957)
- Кім Ґю Йон (Кім Ккю; 1922—2001)
- Кім Генґсук (нар. 1970)
- Кім Гю Ран (нар. 1934)
- Кім Гесун (нар. 1955)
- Кім Чон Гван (нар. 1954)
- Кім Чон Чул (нар. 1947)
- Кім Чонґге (нар. 1941)
- Кім Чонґ Ґіл (нар. 1926)
- Кім Кьонґрін (1918—2006)
- Кім Кван Кю (нар. 1941)
- Кім Кван Лім (нар. 1929)
- Кім Кірім (1908—?)
- Кім Кьон Чжу (нар. 1976)
- Кім Мьон Ін (нар. 1946)
- Кім Мьон Сан (1896—1951)
- Кім Нам Чо (нар. 1927)
- Кім Са Ін (нар. 1956)
- Кім Сан Ок (1920—2004)
- Кім Сіньон (нар. 1945)
- Кім Сьон Ву (нар. 1970)
- Кім Сьон Гі (нар. 1952)
- Кім Су Йон (1921—1968)
- Кім Со Воль (1902—1934)
- Кім Су Йон (1921—1968)
- Кім Йон Гьон (нар. 1955)
- Кім Йон Му (1944—2001)
- Кім Йонтхе (1936—2007)
- Кім Йон Нан (1903—1950)
- Квак Чхе Ґю (нар. 1954)
- Ко Чен Су (нар. 1934)
- Ко Юн (нар. 1933)
- Ко Гьон Рел (нар. 1954)
- Кю Сан (1919—2004)

### Л
- Лі Гьонґі (1933—2005)
- Лі Ге Ґьон (1960)
- Лі Чон Вук (1968)
- Лі Сьон Бок (1952)
- Лі Сун Бо (1942—2012)
- Лі Юкса (1904—1944)
- Лі Юнтхек (нар. 1952)
- Лі Це Га (нар. 1937)

### М
- Ма Чонґі (нар. 1939)
- Манхе (1879—1944)
- Мун Чун Гі (нар. 1947)
- Мо Йун Сук (1910—1990)
- Му Деоксю (нар. 1928)
- Мун Тхечун (нар. 1970)

### Н
- Но Чьонмьон (1912—1957)

### О
- О Кю Вон (1947–2007)
- О Се Йон (нар. 1942)
- О Такбхен (нар. 1943)

### П
- Пак Тю Чжин (1916—1998)
- Парк Гі Чін (1931—2015)
- Парк Ін Гван (1926—1956)
- Парк Чхесам (1933—1997)
- Парк Чон Дхе (нар. 1965)
- Парк Нам Су (1918—1994)
- Парк Мок Вол (1916—1978)
- Юнгуй Парк (нар. 1930)
- Парк Йон Рхе (1925—1980)

### Р
- Ра Гі Дук (нар. 1966)

### С
- Со Чон Чу (1915—2000)
- Сьон Му Га (нар. 1964)
- Сін Кьон Нім (нар. 1936)
- Сін Йон Мок (нар. 1974)
- Сьон Бон Су (нар. 1964)
- Сюн Чан Ґьон (1930—2013)

### Ч
- Чхе Го Кі (нар. 1957)
- Чо Бьон Гва (1921—2003)
- Чо Чі Гюн (1920—1968)
- Чо Чун Квон (нар. 1949)
- Чон Сан Бьон (1930—1993)
- Чон Чан Гі (нар. 1942)
- Чон Чі Йон (1902-?)
- Чой Чон Рхе (нар. 1955)
- Чой Нам Сон (1890—1957)
- Чой Сьон Го (нар. 1954)
- Чой Чон Мі (нар. 1961)
- Чу Йо Ган (1900—1979)

### Ю
- Юн Дончжу (1917 - 1945)
- Юі Ґхен Гва (нар. 1976)
- Юі Сан (1910—1937)
- Юі Сан Гва (1901—1943)

## XIX сторіччя
- Хан Йон Ун (1879—1944)

## XVII сторіччя
- Гео Нансьолгьон (1563—1589)
- Юн Сьондо (1587—1671)

## XVI сторіччя
- Гван Чін І (1522—1565)
- Лі Сунсін (1545—1598)
- Лі Санхе (1539—1603)
- Схекчон (1536—1610)
- Юн Сон До (1587—1672)

## XIV сторіччя
- Юі Схек (1328—1395 або 1396)

## X сторіччя
- Кюн Йо (917—973)
- Чхе Чюн (984—1068)

## IX сторіччя
- Чхве Чхівон (857—915)

## VII сторіччя
- Вонгьо (617—686)